# Janowski (herb szlachecki)

Janowski I

Janowski Ia

Janowski Ib

Janowski Ic

Janowski (Janewitz, Jannewitz, Janwicz, Bawola Głowa odmienny, Wieniawa odmienny) – kaszubski herb szlachecki, według Przemysława Pragerta odmiana herbu Wieniawa bądź Bawola Głowa.

## Opis herbu
Herb znany przynajmniej w czterech wariantach. Opisy z wykorzystaniem zasad blazonowania, zaproponowanych przez Alfreda Znamierowskiego:
Janowski I (Janewitz, Jannewitz, Janwicz, Bawola Głowa odmienny, Wieniawa odmienny): W polu czerwonym głowa bawola czarna, z pierścieniem złotym (także srebrnym) w nozdrzach. Klejnot: nad hełmem bez korony pięć piór cietrzewich (bądź czaplich) czarnych: trzy z prawej, dwa z lewej. Labry czarne, podbite czerwienią (bądź odwrotnie).
Janowski Ia (Janewitz, Jannewitz, Janwicz, Janwitz, Bawola Głowa odmienny, albo Wieniawa odmienny): Pole błękitne, pierścień srebrny, w klejnocie ogon koguci czarny (po pięć piór na stronę), labry podbite błękitnym.
Janowski Ib (Janewitz, Jannewitz, Jannewitz, Jannewyz, Janwicz, Janwitz, Bawola Głowa odmienny albo Wieniawa odmienny): Pole srebrne, klejnot w koronie, która dodatkowo na zawoju czarno-srebrnym, klejnotem jest ogon cietrzewi czarny.
Janowski Ic (Jannewitz): Barwy nieznane, godłem jest głowa bawola w prawo, z szyją, wychodząca z lewej strony tarczy, z wywieszonym językiem. Klejnot w koronie: pióra prawdopodobnie czaple, trzy z prawej, dwa z lewej.

## Najwcześniejsze wzmianki
Wariant podstawowy najwcześniej pojawił się na mapie Pomorza Lubinusa z 1618 (ale bez barw i w klejnocie trzy pióra strusie). Herb ten wymieniają także Bagmihl (Pommersches Wappenbuch), Ledebur (Adelslexikon der preussichen Monarchie von...) oraz Nowy Siebmacher. Wariant Ia znany jest Siebmacherowi i Bagmihlowi, wariant Ib przytacza Dzięcielski (Rodzina von Jannewitz), zaś Ic ∼ Bagmihl (jest to wizerunek z pieczęci Paula Jannewitza z 1574).

## Rodzina Janowskich
Istniało ponad dwadzieścia rodzin szlacheckich tego nazwiska, z czego kilka na Pomorzu i Kaszubach. Herbu własnego z głową bawołu używała rodzina Janowskich z ziemi lęborskiej, wywodząca się ze wsi Janowice. Protoplastą rodu mógł być wzmiankowany w 1284 Stefan z Jenowic. Kolejne wzmianki o członkach rodu pochodzą z lat 1286 (Cotzat von Janevitz), 1300 (Jaśko z Janowic), 1354 (Wierzchosław i Jaśko z Janowic w Kębłowie), 1398 (we wsi Janowiczki). Potwierdzenie lenna na Janowice i Janowiczki otrzymywali członkowie rodziny w latach 1516, 1528, 1543, 1548, 1575, 1601. Heinrich von Jannewitz i Mathias von Jannewitz założyli w XV dwie linie rodu. Wnukiem pierwszego był Paul von Jannewitz, radca księcia Brunszwiku. Otrzymał on wraz z kuzynem Clausem potwierdzenie lenna na Janowicach i Janowiczkach w 1528. Marcus von Jannewitz (zm. przed 1587), syn Paula był starostą lęborskim 1556, 1564 oraz admirałem w służbie duńskiej. Jego potomkami byli: Paul von Jannewitz (ur. ok. 1540), ławnik ziemski lęborski, Ewald von Jannewitz (ur. ok. 1570), ławnik lęborski w 1604, Ewald Friedrich von Jannewitz (ok. 1640-1702), major w służbie polskiej, marszałek sejmiku ziemskiego w Lęborku w 1681, poseł na sejmy w latach 1672-1699, ostatni właściciel Janowic. Wśród potomków tej linii jest też Georg von Jannewitz (zm. ok. 1700), regent grodzki i pisarz sądu ziemskiego lęborsko-bytowskiego w 1683-94. Jednym z synów admirała Marcusa był Jozue von Jannewitz (zm. 1603), właściciel działów we wsiach: Bolszewo, Robakowo, Zbychowo, Ustarbowo, ławnik ziemski pucki w 1576-78, sędzia ziemski pucki w 1578-99. Jozue, nabywając Bolszewo, założył nowy ośrodek gniazdowy rodziny, zaś jej linia tutaj osiadła, używała czasem nazwiska podwójnego Janowic-Bolszewski albo tylko Bolszewski. Przedstawiciele linii bolszewskiej to m.in. ławnicy puccy: Marcus III von Jannewitz (w latach 1610-14), Kacper Ernest (w latach 1624-27), Ewald (w roku 1652), Jan Fryderyk (w latach 1676-1704). Z linii pochodzącej od Mathiasa zachowały się wzmianki o Janie Fryderyku (1725-1808), dziedzicu we wsiach: Bolszewo, Donimierz, Gościno, Robakowo, Orle, Zielony Dwór oraz Lewino, a także o jego synach: Ewaldzie Bogislawie (1753-1827), pułkowniku pruskim, Michaelu Ernście (1752-1826), dziedzicu wymienionych włości, Christopherze Ludwigu (1756-1819), wojskowym. Synowie ci byli ostatnimi przedstawicielami męskimi tej rodziny. Ostatnia z rodu była córka Michaela Ernsta, Charlotta Ernstina Johanna Abigail von Jannewitz (1794-1844). Polscy heraldycy nie znają tej rodziny, być może celowo pomijają ich ze względu na szerzenie przez nich protestantyzmu (sędzia Jozue był jego gorącym zwolennikiem i krzewił go kontrowersyjnymi jak na owe czasy metodami).

## Herbowni
Janowski (Janevitz, Janewitz, Jannewitz, Janowic, Janowicz, Janowsky, Janwic, Janwicz, Janwitz, Jenowitz, błędnie Jankowski, Janownicki). Jedna linia używała czasami nazwiska odmiejscowego Bolszewski.
Rodzinie tej przypisywano też podobny herb, zwany Bawola Głowa, a także Wieniawę (ten drugi bezzasadnie). Istnieli też na Pomorzu inni Janowscy, używający herbów Janowski II (Prawdzic odmienny) i Janowski III.